# Raoul Strohhäker
Raoul Strohhäker (* 3. April 1987 in Donauwörth) ist ein deutscher Schachspieler.

## Leben
Raoul Strohhäker hat Wirtschaftsingenieurwesen am Karlsruher Institut für Technologie studiert.

## Erfolge
In seiner Jugend spielte er zuerst für die Schachabteilung des TSV Bad Wildbad und ab der Saison 2002/03 für die SF 1954 Conweiler aus Straubenhardt, danach wechselte er zur OSG Baden-Baden, mit der er auch Einsätze in der höchsten deutschen Spielklasse, der Schachbundesliga hatte. Mit Baden-Baden wurde er 2005 deutscher Jugendmannschaftsmeister, in der Saison 2006/07 deutscher Pokalmannschaftsmeister und in der Saison 2007/08 deutscher Mannschaftsmeister. Trainiert wird er beim OSG Baden-Baden vom Internationalen Meister Yaroslav Srokovski. In französischen Ligen spielt er für Bischwiller. Im November 2006 gewann er das 8. Herbst Open in Bad Wildbad mit 1,5 Punkten Vorsprung.
Seit März 2009 trägt er den Titel Internationaler Meister. Die Normen hierfür erzielte er beim 12. Internationalen Neckar Open im März 2008 in Deizisau, beim 16. Open Internacional d’Esacs im Juli 2008 im spanischen Montcada i Reixac sowie mit Übererfüllung (6 Punkte aus 9 Partien) beim Banicky Kahanec Turnier im September 2008 im slowakischen Prievidza.